# يوم منة
يوم منَّة أحد أيام العرب في الجاهلية، لبني سعد وحنظلة من تميم على بني الحارث وحمير في نجران.

## مقدمات
ومن سببه ما حدث في يوم النذور. وبعد الانتهاء من المعركة نزلوا الرباب في نجران عند بني الحارث وحالفوهم فكانوا فيهم زمناً ثم جعلوا يعتبون عليهم ويرون أمورًا تريبهم، فقالت الرباب بعضها لبعض: ما يقعدنا ها هنا وقومنا بنو تميم أكثر الناس وأعزهم. فتحملت ضبة وعدي فرجعوا إلى تميم فنزلوا في دار تميم، وأقامت عكل والتيم، فلبثوا زمانًا بعد ذلك ثم إن ركبًا من أهل اليمن نزلوا بهم فلم يقروهم، وأساءوا ضيافتهم، فلما أصبح الركب، وقد كانوا وفدوا على الملك-الحميري-، فلما دخلوا عليه أخبروه بصنيع عكل والتيم. وعلم بذهاب معظم الرباب، فبعث إليهم جيش فأخذهم فجدع خمسة وعشرين من سراة التيم، وخصى خمسة وعشرين من سراة عكل، ثم أقصاهم وأهانهم، فلما رأوا ما لقوا ظعنت عكل بعد الخصاء، فلحقت ببني تميم، وبقيت التيم، ثم إن رجلًا من أهل اليمن ابن أخت لهم، غضب لهم مما يصنع بهم فكتب إلى تميم بشعر له، وهو:

وقيل إنَّ بعض شعراء تميم هو الذي قال، وهو في يدٍ تبَّع، يُحضّض تَمِيمَّا وضَبَّةَ:

## المعركة
فلما قرأ الكتاب الأضبط، ندب بني حنظلة وبني سعد، وقال: لا ينبغي إلا إباء هذا. فأغار على بني الحارث ابن كعب وحمير أعز ما كانوا وأمنعهم، فقتلهم، وأخذ من سرائهم مائة رجل ورجلين، وسبى ذراريهم، واقام بأرضهم سنة يغير على قراهم يمينًا وشمالًا-وذلك يوم صنعاء-، وأمير الخيل يومئذ مرة بن عبيد بن الحارث وهو مقاعس، وأقبل بالتيم مع ما أصاب من السبي والغنائم، فمر بالتيم على المروت والحفر. فقالوا: أنزلنا ها هنا، فإن هذه أرض صالحة للشاء، فأنزلهم إياها.

## في الشعر
وفي ذلك يقول الأضبط بن قريع السعدي التميمي:

وقال جرير:

وقال أيضاً يهجو التيم ويمدح تميم: